# Championnat panaméricain féminin de handball 2015
Navigation
République dominicaine 2013 Argentine 2017
Le 13e Championnat panaméricain féminin de handball s'est déroulé à La Havane, à Cuba, du 21 au 27 mai 2015. Le Brésil remporte la compétition pour la 9e fois, Cuba et l'Argentine complètent le podium. Les trois premières équipes sont normalement qualifiées pour le Championnat du monde 2015, le Brésil étant déjà qualifié en tant que vainqueur du Championnat du monde 2013, c'est le Porto Rico qui bénéficie de cette qualification supplémentairement pour la première fois.

## Tour préliminaire

### Groupe A
|    | Équipe     | Pts | J | G | N | P | Bp  | Bc  | Diff |
| -- | ---------- | --- | - | - | - | - | --- | --- | ---- |
| 1  | Brésil     | 10  | 5 | 5 | 0 | 0 | 156 | 79  | 77   |
| 2  | Porto Rico | 7   | 5 | 3 | 1 | 1 | 123 | 135 | -12  |
| 3  | Paraguay   | 6   | 5 | 3 | 0 | 2 | 132 | 129 | 3    |
| 4  | Groenland  | 3   | 5 | 1 | 1 | 3 | 110 | 132 | -22  |
| 5* | États-Unis | 2   | 5 | 1 | 0 | 4 | 102 | 124 | -22  |
| 6* | Venezuela  | 2   | 5 | 0 | 2 | 3 | 113 | 137 | -24  |

*Les États-Unis devance le Venezuela grâce à leur victoire.
| 21 mai 09h00 | Venezuela | 25 – 25 | Porto Rico | Sala Polivalente Kid Chocolate, La Havane Arbitrage : González, Prieto |
| 21 mai 09h00 | Barinas 7 | (10–13) | Fuentes 7  | Sala Polivalente Kid Chocolate, La Havane Arbitrage : González, Prieto |
| 21 mai 09h00 | ×2 ×5     | Rapport | ×3 ×1      | Sala Polivalente Kid Chocolate, La Havane Arbitrage : González, Prieto |

| 21 mai 11h00 | Paraguay | 25 – 18 | Groenland   | Sala Polivalente Kid Chocolate, La Havane Arbitrage : Sosa, Lemes |
| 21 mai 11h00 | Aluan 9  | (9–10)  | Rasmussen 6 | Sala Polivalente Kid Chocolate, La Havane Arbitrage : Sosa, Lemes |
| 21 mai 11h00 | ×2       | Rapport | ×3          | Sala Polivalente Kid Chocolate, La Havane Arbitrage : Sosa, Lemes |

| 21 mai 13h00 | Brésil                 | 28 – 14 | États-Unis | Sala Polivalente Kid Chocolate, La Havane Affluence : 200 Arbitrage : Reyes, Zuñiga |
| 21 mai 13h00 | Piedade, Constantino 4 | (13–9)  | Borg 5     | Sala Polivalente Kid Chocolate, La Havane Affluence : 200 Arbitrage : Reyes, Zuñiga |
| 21 mai 13h00 | ×3 ×1                  | Rapport | ×3 ×1      | Sala Polivalente Kid Chocolate, La Havane Affluence : 200 Arbitrage : Reyes, Zuñiga |

| 22 mai 09h00 | Groenland   | 26 – 26 | Venezuela  | Sala Polivalente Kid Chocolate, La Havane Affluence : 150 Arbitrage : Sosa, Lemes |
| 22 mai 09h00 | Rasmussen 9 | (13–10) | Barinas 12 | Sala Polivalente Kid Chocolate, La Havane Affluence : 150 Arbitrage : Sosa, Lemes |
| 22 mai 09h00 | ×3 ×4       | Rapport | ×3 ×5      | Sala Polivalente Kid Chocolate, La Havane Affluence : 150 Arbitrage : Sosa, Lemes |

| 22 mai 11h00 | États-Unis | 24 – 25 | Paraguay   | Sala Polivalente Kid Chocolate, La Havane Affluence : 150 Arbitrage : González, Prieto |
| 22 mai 11h00 | Borg 10    | (12–11) | Martínez 7 | Sala Polivalente Kid Chocolate, La Havane Affluence : 150 Arbitrage : González, Prieto |
| 22 mai 11h00 | ×3 ×4      | Rapport | ×3 ×1      | Sala Polivalente Kid Chocolate, La Havane Affluence : 150 Arbitrage : González, Prieto |

| 22 mai 15h00 | Porto Rico | 15 – 35 | Brésil      | Sala Polivalente Kid Chocolate, La Havane Arbitrage : Paolantoni, Zanikian |
| 22 mai 15h00 | Natal 5    | (7–16)  | Quintino 10 | Sala Polivalente Kid Chocolate, La Havane Arbitrage : Paolantoni, Zanikian |
| 22 mai 15h00 | ×3 ×6 ×1   | Rapport | ×2 ×7 ×1    | Sala Polivalente Kid Chocolate, La Havane Arbitrage : Paolantoni, Zanikian |

| 23 mai 09h00 | Brésil     | 32 – 12 | Groenland    | Sala Polivalente Kid Chocolate, La Havane Affluence : 200 Arbitrage : González, Prieto |
| 23 mai 09h00 | S. Rocha 6 | (18–6)  | 3 joueuses 3 | Sala Polivalente Kid Chocolate, La Havane Affluence : 200 Arbitrage : González, Prieto |
| 23 mai 09h00 | ×2         | Rapport | ×1           | Sala Polivalente Kid Chocolate, La Havane Affluence : 200 Arbitrage : González, Prieto |

| 23 mai 11h00 | Paraguay    | 31 – 26 | Venezuela | Sala Polivalente Kid Chocolate, La Havane Arbitrage : Reyes, Zuñiga |
| 23 mai 11h00 | Martínez 13 | (14–10) | Barinas 7 | Sala Polivalente Kid Chocolate, La Havane Arbitrage : Reyes, Zuñiga |
| 23 mai 11h00 | ×2 ×3       | Rapport | ×3 ×7     | Sala Polivalente Kid Chocolate, La Havane Arbitrage : Reyes, Zuñiga |

| 23 mai 13h00 | États-Unis | 20 – 23 | Porto Rico | Sala Polivalente Kid Chocolate, La Havane Affluence : 150 Arbitrage : Lenci, López |
| 23 mai 13h00 | Borg 7     | (8–9)   | Ceballos 9 | Sala Polivalente Kid Chocolate, La Havane Affluence : 150 Arbitrage : Lenci, López |
| 23 mai 13h00 | ×3 ×2      | Rapport | ×1 ×4      | Sala Polivalente Kid Chocolate, La Havane Affluence : 150 Arbitrage : Lenci, López |

| 24 mai 09h00 | Paraguay | 29 – 33 | Porto Rico  | Sala Polivalente Kid Chocolate, La Havane Arbitrage : Magalhães, Rocha |
| 24 mai 09h00 | Faría 6  | (14–13) | Ceballos 10 | Sala Polivalente Kid Chocolate, La Havane Arbitrage : Magalhães, Rocha |
| 24 mai 09h00 | ×3 ×2    | Rapport | ×3 ×2       | Sala Polivalente Kid Chocolate, La Havane Arbitrage : Magalhães, Rocha |

| 24 mai 11h00 | Groenland    | 28 – 22 | États-Unis      | Sala Polivalente Kid Chocolate, La Havane Affluence : 150 Arbitrage : Paolantoni, Zanikian |
| 24 mai 11h00 | Rasmussen 11 | (14–14) | Borg, Van Ryn 5 | Sala Polivalente Kid Chocolate, La Havane Affluence : 150 Arbitrage : Paolantoni, Zanikian |
| 24 mai 11h00 | ×4 ×3        | Rapport | ×4 ×3           | Sala Polivalente Kid Chocolate, La Havane Affluence : 150 Arbitrage : Paolantoni, Zanikian |

| 24 mai 15h00 | Venezuela           | 16 – 33 | Brésil  | Sala Polivalente Kid Chocolate, La Havane Arbitrage : Zapata, Ojeda |
| 24 mai 15h00 | Carbajal, Barinas 4 | (8–16)  | Coppi 9 | Sala Polivalente Kid Chocolate, La Havane Arbitrage : Zapata, Ojeda |
| 24 mai 15h00 | ×1                  | Rapport | ×2 ×1   | Sala Polivalente Kid Chocolate, La Havane Arbitrage : Zapata, Ojeda |

| 25 mai 09h00 | Porto Rico          | 27 – 26 | Groenland    | Sala Polivalente Kid Chocolate, La Havane Arbitrage : Reyes, Zuñiga |
| 25 mai 09h00 | Ceballos, Hiraldo 7 | (11–13) | 3 joueuses 7 | Sala Polivalente Kid Chocolate, La Havane Arbitrage : Reyes, Zuñiga |
| 25 mai 09h00 | ×1 ×2               | Rapport | ×3           | Sala Polivalente Kid Chocolate, La Havane Arbitrage : Reyes, Zuñiga |

| 25 mai 11h00 | Venezuela | 20 – 22 | États-Unis | Sala Polivalente Kid Chocolate, La Havane Arbitrage : Lenci, López |
| 25 mai 11h00 | Barinas 9 | (10–8)  | Taylor 7   | Sala Polivalente Kid Chocolate, La Havane Arbitrage : Lenci, López |
| 25 mai 11h00 | ×2        | Rapport | ×2 ×3      | Sala Polivalente Kid Chocolate, La Havane Arbitrage : Lenci, López |

| 25 mai 13h00 | Brésil  | 28 – 22 | Paraguay | Sala Polivalente Kid Chocolate, La Havane Affluence : 230 Arbitrage : Sosa, Lemes |
| 25 mai 13h00 | Coppi 6 | (14–12) | Faría 7  | Sala Polivalente Kid Chocolate, La Havane Affluence : 230 Arbitrage : Sosa, Lemes |
| 25 mai 13h00 | ×4 ×7   | Rapport | ×3       | Sala Polivalente Kid Chocolate, La Havane Affluence : 230 Arbitrage : Sosa, Lemes |

### Groupe B
|    | Équipe    | Pts | J | G | N | P | Bp  | Bc  | Diff |
| -- | --------- | --- | - | - | - | - | --- | --- | ---- |
| 1  | Cuba      | 10  | 5 | 5 | 0 | 0 | 192 | 100 | 92   |
| 2  | Argentine | 8   | 5 | 4 | 0 | 1 | 172 | 80  | 92   |
| 3* | Mexique   | 5   | 5 | 2 | 1 | 2 | 145 | 148 | -3   |
| 4* | Uruguay   | 5   | 5 | 2 | 1 | 2 | 142 | 152 | -10  |
| 5  | Chili     | 2   | 5 | 1 | 0 | 4 | 133 | 149 | -16  |
| 6  | Guatemala | 0   | 5 | 0 | 0 | 5 | 68  | 206 | -138 |

*Le Mexique  et l'Uruguay ayant fait match nul, le Mexique est classée 3e à la différence de buts générale.
| 21 mai 15h00 | Uruguay        | 29 – 27 | Chili     | Sala Polivalente Kid Chocolate, La Havane Arbitrage : Arntsen, Røen |
| 21 mai 15h00 | M. Barreiro 12 | (13–13) | Musalen 7 | Sala Polivalente Kid Chocolate, La Havane Arbitrage : Arntsen, Røen |
| 21 mai 15h00 | ×2 ×4          | Rapport | ×3 ×8     | Sala Polivalente Kid Chocolate, La Havane Arbitrage : Arntsen, Røen |

| 21 mai 18h30 | Argentine | 23 – 24 | Cuba   | Sala Polivalente Kid Chocolate, La Havane Affluence : 1 500 Arbitrage : Magalhães, Rocha |
| 21 mai 18h30 | Pizzo 6   | (10–15) | Rizo 9 | Sala Polivalente Kid Chocolate, La Havane Affluence : 1 500 Arbitrage : Magalhães, Rocha |
| 21 mai 18h30 | ×3 ×4     | Rapport | ×3 ×6  | Sala Polivalente Kid Chocolate, La Havane Affluence : 1 500 Arbitrage : Magalhães, Rocha |

| 21 mai 20h30 | Mexique      | 35 – 15 | Guatemala | Sala Polivalente Kid Chocolate, La Havane Affluence : 250 Arbitrage : Ojeda, Zapata |
| 21 mai 20h30 | 4 joueuses 4 | (17–6)  | Sosa 4    | Sala Polivalente Kid Chocolate, La Havane Affluence : 250 Arbitrage : Ojeda, Zapata |
| 21 mai 20h30 | ×3 ×2        | Rapport | ×3 ×4     | Sala Polivalente Kid Chocolate, La Havane Affluence : 250 Arbitrage : Ojeda, Zapata |

| 22 mai 13h00 | Mexique    | 30 – 24 | Chili    | Sala Polivalente Kid Chocolate, La Havane Affluence : 300 Arbitrage : Magalhães, Rocha |
| 22 mai 13h00 | Saavedra 7 | (15–11) | Flores 5 | Sala Polivalente Kid Chocolate, La Havane Affluence : 300 Arbitrage : Magalhães, Rocha |
| 22 mai 13h00 | ×4 ×2      | Rapport | ×4 ×6    | Sala Polivalente Kid Chocolate, La Havane Affluence : 300 Arbitrage : Magalhães, Rocha |

| 22 mai 17h00 | Argentine  | 48 – 6  | Guatemala   | Sala Polivalente Kid Chocolate, La Havane Arbitrage : Ojeda, Zapata |
| 22 mai 17h00 | Bianchi 10 | (24–3)  | Lavarreda 3 | Sala Polivalente Kid Chocolate, La Havane Arbitrage : Ojeda, Zapata |
| 22 mai 17h00 | ×2         | Rapport | ×3          | Sala Polivalente Kid Chocolate, La Havane Arbitrage : Ojeda, Zapata |

| 22 mai 19h00 | Cuba   | 44 – 19 | Uruguay       | Sala Polivalente Kid Chocolate, La Havane Affluence : 300 Arbitrage : Lenci, López |
| 22 mai 19h00 | Mesa 9 | (18–10) | M. Barreiro 7 | Sala Polivalente Kid Chocolate, La Havane Affluence : 300 Arbitrage : Lenci, López |
| 22 mai 19h00 | ×2 ×3  | Rapport | ×2 ×3         | Sala Polivalente Kid Chocolate, La Havane Affluence : 300 Arbitrage : Lenci, López |

| 23 mai 15h00 | Argentine  | 31 – 20 | Chili    | Sala Polivalente Kid Chocolate, La Havane Affluence : 300 Arbitrage : Ojeda, Zapata |
| 23 mai 15h00 | Campigli 7 | (16–8)  | Zavala 5 | Sala Polivalente Kid Chocolate, La Havane Affluence : 300 Arbitrage : Ojeda, Zapata |
| 23 mai 15h00 | ×3 ×4      | Rapport | ×2 ×5    | Sala Polivalente Kid Chocolate, La Havane Affluence : 300 Arbitrage : Ojeda, Zapata |

| 23 mai 17h00 | Uruguay       | 37 – 37 | Mexique    | Sala Polivalente Kid Chocolate, La Havane Arbitrage : Arntsen, Røen |
| 23 mai 17h00 | C. Barreiro 9 | (20–16) | Aguierre 8 | Sala Polivalente Kid Chocolate, La Havane Arbitrage : Arntsen, Røen |
| 23 mai 17h00 | ×3            | Rapport | ×2 ×1      | Sala Polivalente Kid Chocolate, La Havane Arbitrage : Arntsen, Røen |

| 23 mai 19h00 | Cuba     | 47 – 12 | Guatemala   | Sala Polivalente Kid Chocolate, La Havane Affluence : 500 Arbitrage : Alaufsen, Sørensen |
| 23 mai 19h00 | Reyes 17 | (22–6)  | Lavarreda 5 | Sala Polivalente Kid Chocolate, La Havane Affluence : 500 Arbitrage : Alaufsen, Sørensen |
| 23 mai 19h00 | ×3       | Rapport | ×1 ×3       | Sala Polivalente Kid Chocolate, La Havane Affluence : 500 Arbitrage : Alaufsen, Sørensen |

| 24 mai 13h00 | Mexique              | 23 – 36 | Argentine | Sala Polivalente Kid Chocolate, La Havane Arbitrage : Arntsen, Røen |
| 24 mai 13h00 | Aguierre, Saavedra 4 | (8–20)  | Pizzo 6   | Sala Polivalente Kid Chocolate, La Havane Arbitrage : Arntsen, Røen |
| 24 mai 13h00 | ×3                   | Rapport | ×3 ×2     | Sala Polivalente Kid Chocolate, La Havane Arbitrage : Arntsen, Røen |

| 24 mai 17h00 | Uruguay       | 42 – 14 | Guatemala            | Sala Polivalente Kid Chocolate, La Havane Arbitrage : Reyes, Zuñiga |
| 24 mai 17h00 | M. Barreiro 7 | (19–6)  | Lavarreda, Herrera 4 | Sala Polivalente Kid Chocolate, La Havane Arbitrage : Reyes, Zuñiga |
| 24 mai 17h00 | ×3 ×1         | Rapport | ×3 ×4                | Sala Polivalente Kid Chocolate, La Havane Arbitrage : Reyes, Zuñiga |

| 24 mai 19h00 | Chili    | 26 – 40 | Cuba   | Sala Polivalente Kid Chocolate, La Havane Arbitrage : Lenci, López |
| 24 mai 19h00 | Llanos 7 | (14–22) | Rizo 9 | Sala Polivalente Kid Chocolate, La Havane Arbitrage : Lenci, López |
| 24 mai 19h00 | ×3 ×4    | Rapport | ×3 ×4  | Sala Polivalente Kid Chocolate, La Havane Arbitrage : Lenci, López |

| 25 mai 15h00 | Argentine  | 34 – 15 | Uruguay      | Sala Polivalente Kid Chocolate, La Havane Arbitrage : Arntsen, Røen |
| 25 mai 15h00 | Campigli 7 | (15–7)  | 3 joueuses 3 | Sala Polivalente Kid Chocolate, La Havane Arbitrage : Arntsen, Røen |
| 25 mai 15h00 | ×2         | Rapport | ×4           | Sala Polivalente Kid Chocolate, La Havane Arbitrage : Arntsen, Røen |

| 25 mai 17h00 | Guatemala | 19 – 36 | Chili       | Sala Polivalente Kid Chocolate, La Havane Arbitrage : Alaufsen, Sørensen |
| 25 mai 17h00 | Herrera 4 | (10–16) | Castañeda 8 | Sala Polivalente Kid Chocolate, La Havane Arbitrage : Alaufsen, Sørensen |
| 25 mai 17h00 | ×1 ×3     | Rapport | ×1          | Sala Polivalente Kid Chocolate, La Havane Arbitrage : Alaufsen, Sørensen |

| 25 mai 19h00 | Mexique             | 20 – 37 | Cuba     | Sala Polivalente Kid Chocolate, La Havane Arbitrage : Magalhães, Rocha |
| 25 mai 19h00 | Jaramillo, Favela 4 | (11–21) | Reyes 12 | Sala Polivalente Kid Chocolate, La Havane Arbitrage : Magalhães, Rocha |
| 25 mai 19h00 | ×3 ×1               | Rapport | ×3       | Sala Polivalente Kid Chocolate, La Havane Arbitrage : Magalhães, Rocha |

## Phase finale
|  | Demi-finales | Demi-finales |                        |    | Finale | Finale |
|  | Demi-finales | Demi-finales |                        |    | Finale | Finale |
|  |              |              |                        |    |        |        |
|  | 27 mai       | 27 mai       |                        |    | 28 mai | 28 mai |
|  | 27 mai       | 27 mai       |                        |    | 28 mai | 28 mai |
|  | Brésil       | 26           |                        |    | 28 mai | 28 mai |
|  | Brésil       | 26           |                        |    | 28 mai | 28 mai |
|  | Argentine    | 15           |                        |    | 28 mai | 28 mai |
|  | Argentine    | 15           | Brésil                 | 26 |        |        |
|  | 27 mai       |              | Brésil                 | 26 |        |        |
|  |              | Cuba         | 22                     |    |        |        |
|  | Cuba         | Cuba         | 22                     | 32 |        |        |
|  | Cuba         |              |                        | 32 |        |        |
|  | Porto Rico   | 26           |                        |    |        |        |
|  | Porto Rico   | 26           | Match pour la 3e place |    |        |        |
|  |              |              |                        |    |        |        |
|  | 28 mai       |              |                        |    |        |        |
|  |              |              |                        |    |        |        |
|  | Argentine    | 33           |                        |    |        |        |
|  | Argentine    | 33           |                        |    |        |        |
|  | Porto Rico   | 16           |                        |    |        |        |
|  | Porto Rico   | 16           |                        |    |        |        |

### Demi-finales
| 27 mai 15h00 | Brésil      | 26 – 15 | Argentine | Sala Polivalente Kid Chocolate, La Havane Affluence : 500 Arbitrage : González, Prieto |
| 27 mai 15h00 | Anastácio 6 | (16–5)  | Salvadó 4 | Sala Polivalente Kid Chocolate, La Havane Affluence : 500 Arbitrage : González, Prieto |
| 27 mai 15h00 | ×3 ×4       | Rapport | ×2        | Sala Polivalente Kid Chocolate, La Havane Affluence : 500 Arbitrage : González, Prieto |

| 27 mai 19h00 | Cuba            | 32 – 26 | Porto Rico | Sala Polivalente Kid Chocolate, La Havane Affluence : 400 Arbitrage : Arntsen, Røen |
| 27 mai 19h00 | Lusson, Reyes 7 | (19–13) | García 7   | Sala Polivalente Kid Chocolate, La Havane Affluence : 400 Arbitrage : Arntsen, Røen |
| 27 mai 19h00 | ×1 ×7           | Rapport | ×1 ×5      | Sala Polivalente Kid Chocolate, La Havane Affluence : 400 Arbitrage : Arntsen, Røen |

### Match pour la3eplace
| 28 mai 15h00 | Argentine | 33 – 16 | Porto Rico | Sala Polivalente Kid Chocolate, La Havane Affluence : 400 Arbitrage : Reyes, Zuñiga |
| 28 mai 15h00 | Gambino 7 | (14–8)  | García 5   | Sala Polivalente Kid Chocolate, La Havane Affluence : 400 Arbitrage : Reyes, Zuñiga |
| 28 mai 15h00 | ×2 ×1     | Rapport | ×3 ×4      | Sala Polivalente Kid Chocolate, La Havane Affluence : 400 Arbitrage : Reyes, Zuñiga |

### Finale
| 28 mai 19h00 | Brésil     | 26 – 22 | Cuba      | Sala Polivalente Kid Chocolate, La Havane Affluence : 2 000 Arbitrage : Lenci, López |
| 28 mai 19h00 | F. Rocha 6 | (13–11) | Lusson 10 | Sala Polivalente Kid Chocolate, La Havane Affluence : 2 000 Arbitrage : Lenci, López |
| 28 mai 19h00 | ×3 ×2      | Rapport | ×3 ×5     | Sala Polivalente Kid Chocolate, La Havane Affluence : 2 000 Arbitrage : Lenci, López |

## Matchs de classement

### Matchs pour de la9eà la12eplace
|  | Demi-finales de classement | Demi-finales de classement |                         |    | Match pour la 9e place | Match pour la 9e place |
|  | Demi-finales de classement | Demi-finales de classement |                         |    | Match pour la 9e place | Match pour la 9e place |
|  |                            |                            |                         |    |                        |                        |
|  | 27 mai                     | 27 mai                     |                         |    | 28 mai                 | 28 mai                 |
|  | 27 mai                     | 27 mai                     |                         |    | 28 mai                 | 28 mai                 |
|  | États-Unis                 | 37                         |                         |    | 28 mai                 | 28 mai                 |
|  | États-Unis                 | 37                         |                         |    | 28 mai                 | 28 mai                 |
|  | Guatemala                  | 16                         |                         |    | 28 mai                 | 28 mai                 |
|  | Guatemala                  | 16                         | États-Unis              | 22 |                        |                        |
|  | 27 mai                     |                            | États-Unis              | 22 |                        |                        |
|  |                            | Chili                      | 28                      |    |                        |                        |
|  | Chili                      | Chili                      | 28                      | 35 |                        |                        |
|  | Chili                      |                            |                         | 35 |                        |                        |
|  | Venezuela                  | 28                         |                         |    |                        |                        |
|  | Venezuela                  | 28                         | Match pour la 11e place |    |                        |                        |
|  |                            |                            |                         |    |                        |                        |
|  | 28 mai                     |                            |                         |    |                        |                        |
|  |                            |                            |                         |    |                        |                        |
|  | Guatemala                  | 19                         |                         |    |                        |                        |
|  | Guatemala                  | 19                         |                         |    |                        |                        |
|  | Venezuela                  | 32                         |                         |    |                        |                        |
|  | Venezuela                  | 32                         |                         |    |                        |                        |

#### Demi-finales de classement
| 27 mai 09h00 | États-Unis | 37 – 16 | Guatemala   | Sala Polivalente Kid Chocolate, La Havane Arbitrage : Lemes, Sosa |
| 27 mai 09h00 | Darling 7  | (18–9)  | Lavarreda 5 | Sala Polivalente Kid Chocolate, La Havane Arbitrage : Lemes, Sosa |
| 27 mai 09h00 |            | Rapport | ×2 ×1       | Sala Polivalente Kid Chocolate, La Havane Arbitrage : Lemes, Sosa |

| 27 mai 11h00 | Chili      | 35 – 28 | Venezuela | Sala Polivalente Kid Chocolate, La Havane Affluence : 200 Arbitrage : Ojeda, Zapata |
| 27 mai 11h00 | Musalen 10 | (14–15) | Barinas 9 | Sala Polivalente Kid Chocolate, La Havane Affluence : 200 Arbitrage : Ojeda, Zapata |
| 27 mai 11h00 | ×2         | Rapport | ×3 ×5     | Sala Polivalente Kid Chocolate, La Havane Affluence : 200 Arbitrage : Ojeda, Zapata |

#### Match pour la11eplace
| 28 mai 09h00 | Guatemala | 19 – 32 | Venezuela | Sala Polivalente Kid Chocolate, La Havane Affluence : 150 Arbitrage : Zapata, Ojeda |
| 28 mai 09h00 | Gudiel 4  | (8–13)  | Cedeño 5  | Sala Polivalente Kid Chocolate, La Havane Affluence : 150 Arbitrage : Zapata, Ojeda |
| 28 mai 09h00 | ×2 ×4     | Rapport | ×3        | Sala Polivalente Kid Chocolate, La Havane Affluence : 150 Arbitrage : Zapata, Ojeda |

#### Match pour la9eplace
| 28 mai 11h00 | États-Unis       | 22 – 28 | Chili        | Sala Polivalente Kid Chocolate, La Havane Affluence : 250 Arbitrage : Paolantoni, Zanikian |
| 28 mai 11h00 | Gascon, Taylor 4 | (6–11)  | 3 joueuses 4 | Sala Polivalente Kid Chocolate, La Havane Affluence : 250 Arbitrage : Paolantoni, Zanikian |
| 28 mai 11h00 | ×3 ×4            | Rapport | ×2 ×3        | Sala Polivalente Kid Chocolate, La Havane Affluence : 250 Arbitrage : Paolantoni, Zanikian |

### Matchs pour de la5eà la8eplace
|  | Demi-finales de classement | Demi-finales de classement |                        |    | Match pour la 5e place | Match pour la 5e place |
|  | Demi-finales de classement | Demi-finales de classement |                        |    | Match pour la 5e place | Match pour la 5e place |
|  |                            |                            |                        |    |                        |                        |
|  | 27 mai                     | 27 mai                     |                        |    | 28 mai                 | 28 mai                 |
|  | 27 mai                     | 27 mai                     |                        |    | 28 mai                 | 28 mai                 |
|  | Paraguay                   | 23                         |                        |    | 28 mai                 | 28 mai                 |
|  | Paraguay                   | 23                         |                        |    | 28 mai                 | 28 mai                 |
|  | Uruguay                    | 28                         |                        |    | 28 mai                 | 28 mai                 |
|  | Uruguay                    | 28                         | Uruguay                | 27 |                        |                        |
|  | 27 mai                     |                            | Uruguay                | 27 |                        |                        |
|  |                            | Groenland                  | 21                     |    |                        |                        |
|  | Mexique                    | Groenland                  | 21                     | 17 |                        |                        |
|  | Mexique                    |                            |                        | 17 |                        |                        |
|  | Groenland                  | 19                         |                        |    |                        |                        |
|  | Groenland                  | 19                         | Match pour la 7e place |    |                        |                        |
|  |                            |                            |                        |    |                        |                        |
|  | 28 mai                     |                            |                        |    |                        |                        |
|  |                            |                            |                        |    |                        |                        |
|  | Paraguay                   | 30                         |                        |    |                        |                        |
|  | Paraguay                   | 30                         |                        |    |                        |                        |
|  | Mexique                    | 24                         |                        |    |                        |                        |
|  | Mexique                    | 24                         |                        |    |                        |                        |

#### Demi-finales de classement
| 27 mai 13h00 | Paraguay | 23 – 28 | Uruguay    | Sala Polivalente Kid Chocolate, La Havane Affluence : 300 Arbitrage : Magalhães, Rocha |
| 27 mai 13h00 | Faría 5  | (12–13) | Scarrone 7 | Sala Polivalente Kid Chocolate, La Havane Affluence : 300 Arbitrage : Magalhães, Rocha |
| 27 mai 13h00 | ×1 ×4    | Rapport | ×2         | Sala Polivalente Kid Chocolate, La Havane Affluence : 300 Arbitrage : Magalhães, Rocha |

| 27 mai 17h00 | Mexique    | 17 – 19 | Groenland  | Sala Polivalente Kid Chocolate, La Havane Affluence : 250 Arbitrage : Paolantoni, Zanikian |
| 27 mai 17h00 | Aguierre 7 | (8–9)   | Heilmann 8 | Sala Polivalente Kid Chocolate, La Havane Affluence : 250 Arbitrage : Paolantoni, Zanikian |
| 27 mai 17h00 | ×1 ×3      | Rapport | ×3 ×5      | Sala Polivalente Kid Chocolate, La Havane Affluence : 250 Arbitrage : Paolantoni, Zanikian |

#### Match pour la7eplace
| 28 mai 13h00 | Paraguay         | 30 – 24 | Mexique  | Sala Polivalente Kid Chocolate, La Havane Affluence : 245 Arbitrage : González, Prieto |
| 28 mai 13h00 | Sosa, Martínez 7 | (15–12) | Zavala 5 | Sala Polivalente Kid Chocolate, La Havane Affluence : 245 Arbitrage : González, Prieto |
| 28 mai 13h00 | ×3               | Rapport | ×1       | Sala Polivalente Kid Chocolate, La Havane Affluence : 245 Arbitrage : González, Prieto |

#### Match pour la5eplace
| 28 mai 17h00 | Uruguay       | 27 – 21 | Groenland  | Sala Polivalente Kid Chocolate, La Havane Arbitrage : Arntsen, Røen |
| 28 mai 17h00 | M. Barreiro 8 | (11–12) | Heilmann 6 | Sala Polivalente Kid Chocolate, La Havane Arbitrage : Arntsen, Røen |
| 28 mai 17h00 | ×2 ×4         | Rapport | ×2 ×3      | Sala Polivalente Kid Chocolate, La Havane Arbitrage : Arntsen, Røen |

## Classement final
| Rang                         | Équipe     |
| ---------------------------- | ---------- |
| Médaille d'or, Amérique      | Brésil     |
| Médaille d'argent, Amérique  | Cuba       |
| Médaille de bronze, Amérique | Argentine  |
| 4                            | Porto Rico |
| 5                            | Uruguay    |
| 6                            | Groenland  |
| 7                            | Mexique    |
| 8                            | Paraguay   |
| 9                            | Chili      |
| 10                           | États-Unis |
| 11                           | Venezuela  |
| 12                           | Guatemala  |

## Équipe-type
| Poste            | Joueuse                  |
| ---------------- | ------------------------ |
| Gardienne de but | Jéssica Oliveira         |
| Ailière droite   | Gleinys Reyes (en)       |
| Arrière droite   | Nathalys Ceballos (en)   |
| Demi-centre      | Eyatne Rizo (en)         |
| Arrière gauche   | Jaqueline Anastácio (en) |
| Ailière gauche   | Samira Rocha             |
| Pivot            | Antonela Mena            |

## Effectfs
Les effectifs sur le podium sont :

### Brésil, vainqueur
- 1 - Jacqueline Santana
- 2 - Fabiana Diniz
- 4 - Samira Rocha
- 5 - Daniela Piedade
- 6 - Amanda Andrade
- 7 - Tamires Araujo
- 10 - Jéssica Quintino
- 15 - Francielle Da Rocha
- 20 - Larissa Araújo
- 27 - Jéssica Oliveira
- 31 - Adriana Nascimento Lima
- 33 - Jaqueline Anastácio
- 34 - Gabriela Constantino
- 35 - Victoria Macedo
- 60 - Célia Coppi
- 90 - Karoline de Souza

Sélectionneur
- Morten Soubak

### Cuba, finaliste
- 1 - Niurkis Mora
- 2 - Milena Mesa
- 3 - Ayling Martinez
- 4 - Livia Veranes
- 6 - Raiza Beltran
- 8 - Roxana Marquez
- 9 - Lisandra Lusson
- 10 - Gleinys Reyes
- 11 - Yunisleidys Camejo
- 14 - Ismary Barrios
- 15 - Eyatne Rizo
- 16 - Eneleidys Guevara
- 17 - Lisandra Espinosa
- 18 - Yenma Ramirez
- 20 - Marines Rojas
- 22 - Niuris Ferrer

Sélectionneur
- Lorenzo Maturel

### Argentine, troisième
- 1 - Marisol Carratú
- 3 - Xoana Lacoi
- 4 - Lucia Haro
- 5 - Manuela Pizzo
- 6 - Luciana Salvado
- 7 - Rocio Campigli
- 8 - Amelia Belotti
- 9 - Luciana Mendoza
- 10 - Victoria Crivelli
- 11 - Antonella Gambino
- 12 - Valentina Kogan
- 14 - Valeria Bianchi
- 15 - Antonela Mena
- 18 - Natalia Vico
- 21 - Macarena Gandulfo
- 22 - Elke Karsten

Sélectionneur
- Eduardo Peruchena